# محمد الفضالي الأزهري
محمد الفضالي الأزهري (0000هـ — 1236هـ = 0000م — 1821م وقيل 1820م) هو الشيخ العلامة: محمد بن شافع المعروف بالفضالي، متكلم وفقيه شافعي مصري، وهو أستاذ الإمام إبراهيم الباجوري.

## مؤلفاته
من كتبه:
- كفاية العوام فيما يجب عليهم من علم الكلام.